# Амаду, Мамуд
Мамуд Амаду (англ. Mamood Amadu; 17 ноября 1972) — ганский футболист, нападающий. Бронзовый призёр летних Олимпийских игр 1992 года.

## Биография
Мамуд Амаду родился 17 ноября 1972 года.

### Клубная карьера
Начал профессиональную карьеру в 1992 году в клубе чемпионата Ганы — «Асанте Котоко». По имеющийся информации, играл в этой команде до 1992 года.

### Карьера в сборной
В августе 1992 года главный тренер олимпийской сборной Ганы Сэм Ардай вызвал Мамуда на летние Олимпийские игры в Барселоне. В команде он получил 19 номер. В своей группе ганцы заняли первое место, обогнав Мексику, Австралию и Данию. В четвертьфинале Гана обыграла Парагвай (4:2), а в матче 1/2 финала уступила Испании (0:2). В матче за третье место ганцы смогли обыграть Австралию со счётом (1:0) и стали обладателями бронзовых наград. Амаду сыграл лишь в игре против Мексики.
В составе национальной сборной Ганы провёл всего две игры в июле 1994 года. Тогда Гана под руководством Отто Пфистера принимала участие в Кубке Асикс, где команда сыграла две игры против Японии.

## Достижения
- Бронзовый призёр летних Олимпийских игр (1): 1992